# Cotanes del Monte
Cotanes del Monte es un municipio y localidad española de la provincia de Zamora, en la comunidad autónoma de Castilla y León.

## Toponimia
Cotanes del Monte (o Quotanes, según denominación aún utilizada en el siglo XIX) significa ‘límite, término o fin del monte’, y estaría emparentado con el verbo «acotar». El monte al que se refiere es el «Monte Raso» de la villa de Villalpando. Esa definición de Cotanes como sinónimo de límite o fin quizá haga referencia a que representaba el límite oriental del Reino de León, junto al monte, y frente a los llanos vecinos.

## Geografía
Se encuentra situado en el noreste de la provincia de Zamora, en el interior de Tierra de Campos. Pertenece a la zona electoral de Villalpando.

## Historia

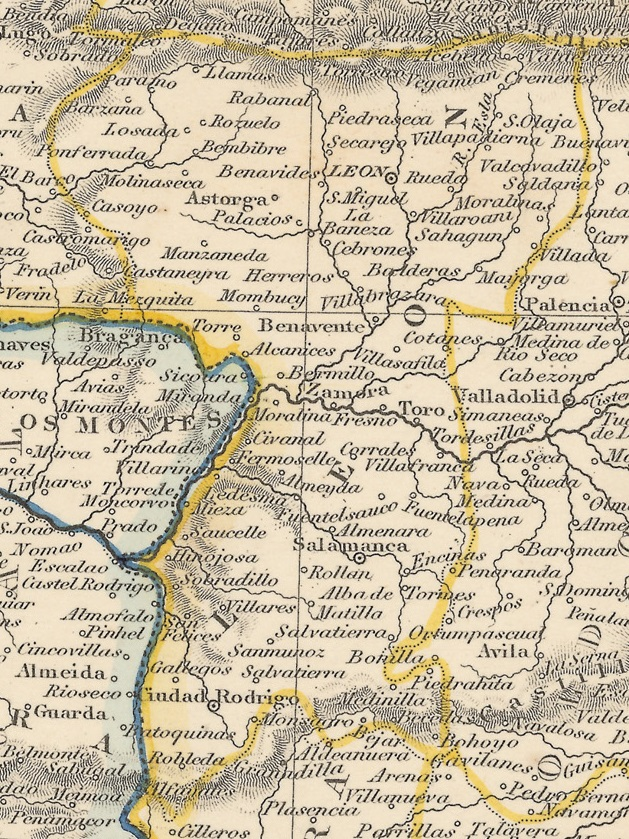
Detalle del mapa Spain and Portugal, realizado en 1850 por J. Dower, en el que se puede apreciar Cotanes.

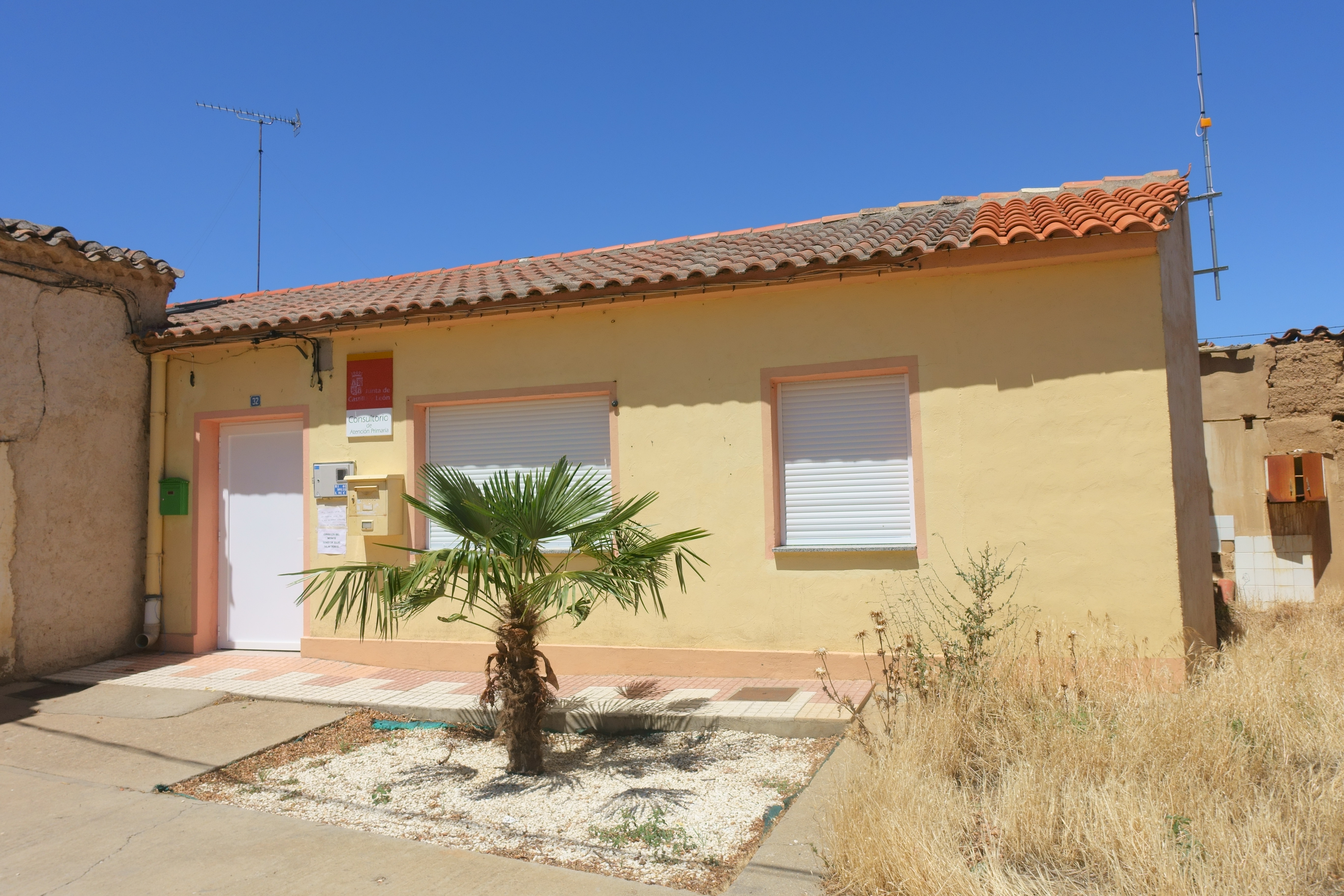
Consultorio médico

Dice la tradición que Cotanes fue en sus orígenes un asentamiento de trashumantes, estando situado al norte de su ubicación actual, entre las salidas de Cabreros del Monte y Pozuelo de la Orden, en una cota ligeramente más alta. En cualquier caso las primeras referencias escritas incluyen este territorio entre los conquistados por los romanos que a su vez lo integraron en el convento cluniense, con capital en Clunia (Burgos).
La historia de Cotanes en la Edad Media estuvo relacionada desde el siglo X con la Reconquista y repoblación de los reyes leoneses en la zona. En este sentido, el nombre de esta localidad cobra especial importancia en cuanto significa ‘límite o fin’, en este caso límite o fin del reino de León, junto al monte, y frente a los llanos vecinos. La primera referencia escrita es del 1038, documento en el que consta que fue donado por la condesa Doña Sancha al monasterio de San Antolín, cerca de Valencia de Don Juan (entonces Coyanza). En 1116, el obispo de León otorgó a la propia catedral «el monasterio de Cotanes con su heredad».
En el siglo XII, se documenta la existencia de una fortaleza en Cotanes, con castillo y cerca en el año 1155, integrándose esta dentro de la red de villas fortificadas tejida por el rey Fernando II de León para defender las posiciones del Reino de León en sus límites con Castilla. En 1213, la documentación revela que la fortaleza de Cotanes seguía existiendo en el reinado de Alfonso IX de León.
Ya en el siglo XIV, Cotanes pasó a manos de los Fernández de Velasco, integrándose en la denominada provincia de las Tierras del Condestable. No obstante, en el siglo XV Cotanes se quedó prácticamente despoblado, reduciéndose su población a siete vecinos, por la falta de aguas potables. Así, a partir de 1537, debieron hacerse dos pozos para retornar a la repoblación, mandando el Condestable Pedro Fernández de Velasco a Villalpando que cediese tierras concejiles a Cotanes, para que las labrasen sus vecinos.
Tras la pérdida de la condestabilía de los Velasco en 1711, Cotanes del Monte, junto al resto de la Tierra de Villalpando, pasó a depender de la ciudad de León para el voto en Cortes, hecho por el cual aparece integrando en 1786 en el mapa de Tomás López titulado ‘Mapa geográfico de una parte de la provincia de León’.
Finalmente, con la creación de las actuales provincias en 1833, Cotanes quedó adscrito inicialmente al partido judicial de Medina de Rioseco, en la provincia de Valladolid, si bien tras las reclamaciones de los concejos del área villalpandina, quedó plenamente integrado a partir de 1858 en la provincia de Zamora, dentro esta de la Región Leonesa, la cual, como todas las regiones españolas de la época, carecía de competencias administrativas.
Tras la constitución de 1978, Cotanes pasó a formar parte en 1983 de la comunidad autónoma de Castilla y León, en tanto municipio adscrito a la provincia de Zamora.

## Geografía humana

### Demografía
Cuenta con una población de 82 habitantes (INE 2024).
| Gráfica de evolución demográfica de Cotanes del Monte entre 1842 y 2021 |
| |
| Población de derecho según los censos de población del INE Población de hecho según los censos de población del INEEn estos censos se denominaba Cotanes: 1842, 1857, 1860, 1877, 1887, 1897, 1900, 1910, 1920, 1930, 1940, 1950, 1960, 1970, 1981 y 1991 |

### Economía

#### Evolución de la deuda viva
El concepto de deuda viva contempla solamente las deudas con cajas y bancos relativas a créditos financieros, valores de renta fija y préstamos o créditos transferidos a terceros, excluyéndose, por tanto, la deuda comercial.
Entre los años 2008 a 2014 este ayuntamiento no ha tenido deuda viva.

## Símbolos
El escudo y la bandera municipal fueron aprobados por el pleno del ayuntamiento de Cotanes del Monte en su sesión del 27 de marzo de 2001. El escudo heráldico del municipio se representa conforme a la siguiente descripción textual o blasón:

Escudo partido 1.º de plata, monte de sinople, cargado de pozo de plata mazonado de sable. 2.º de gules, racimo de uvas de oro.Al timbre Corona Real cerrada.

La descripción textual de la bandera es la que sigue:

Bandera rectangular de proporciones 2:3, formada por dos franjas verticales iguales. Blanca al asta y roja con diez círculos amarillos puestos 4, 3, 2, y 1.

## Política
| Periodo   | Nombre                            | Partido                                      |
| --------- | --------------------------------- | -------------------------------------------- |
| 1995-1999 | Arturo Vicente Rubia              | PP                                           |
| 1999-2003 | Arturo Vicente Rubia              | PP                                           |
| 2003-2007 | Arturo Vicente Rubia              | PP                                           |
| 2007-2011 | Arturo Vicente Rubia              | PP                                           |
| 2011-2015 | Ciriaco Ferreras Vicente          | PP                                           |
| 2015-2019 | Mª del Carmen Frechilla Domínguez | PSOE                                         |
| 2019-2023 | Mª del Carmen Frechilla Domínguez | PSOE                                         |
| 2023-act. | Mª del Carmen Frechilla Domínguez | Agrupación de Electores de Cotanes del Monte |

## Mancomunidad del Raso de Villalpando
Cotanes forma parte de la Mancomunidad Intermunicipal del Raso de Villalpando junto con otros doce municipios de la Tierra de Campos de la provincia de Zamora. Este consorcio de municipios, a pesar de que se autodenomina mancomunidad, no tiene tal naturaleza, consistiendo su finalidad en la explotación del monte público denominado el Raso de Villalpando, este último declarado en el año 2000 de utilidad pública.
El monte del Raso de Villalpando se encuentra situado en el término municipal de Villalpando y tiene una superficie total de 1654 hectáreas de las cuales 90 pertenecen a enclavados. Tiene carácter patrimonial y aprovechamiento comunal, estando consorciado con el número de Elenco 3028. Las bases del Consorcio, entre el Patrimonio Forestal del Estado y la Mancomunidad de Raso de Villalpando fueron aprobadas con fecha 13 de febrero de 1948, aunque sus orígenes se remontan a finales del siglo X o principios del siglo XI por donación de los reyes leoneses, posiblemente Alfonso V, a Villalpando, por aquella época cabeza del Alfoz, y a las aldeas del mismo.
Desde un punto de vista botánico, se trata de un monte poblado por especies como el Pinus pinea y Pinus pinaster, aunque también existen rodales de Pinus nigra. Se halla presente el Quercus rotundifolia y de manera muy aislada Crataegus monogyna, Cistus ladaniferus y Cistus populifolius, así como Chamaespartium tridentatum.

## Patrimonio

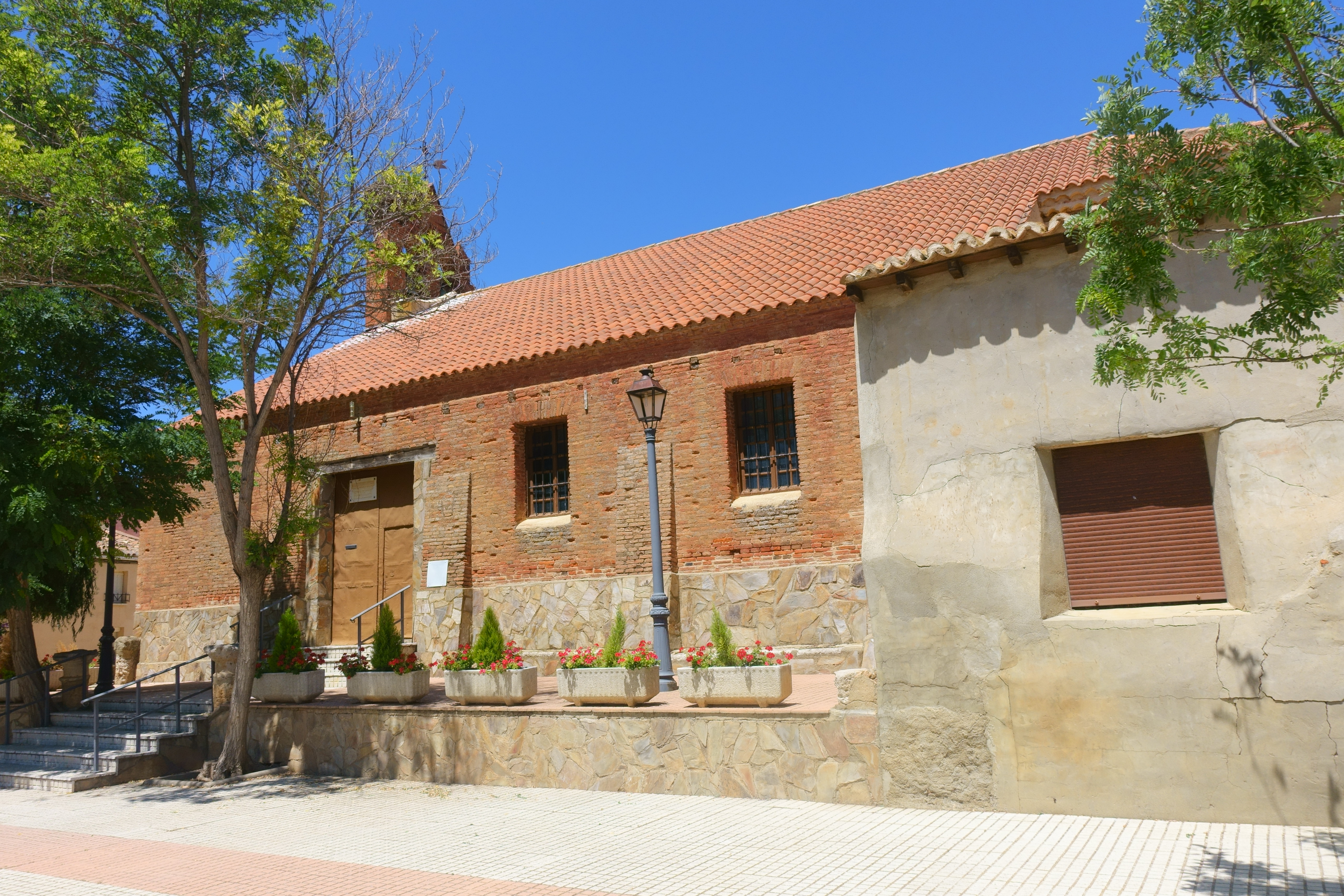
Iglesia de San Pedro

Su edificio más notable es la iglesia de San Pedro Apóstol, románica del siglo XII. De su interior destaca su retablo mayor barroco y una cruz parroquial de plata con cepa redonda, ambos del siglo XVII. Fue edificada por el señor del Campo de Toro, quien se la donó al obispo don Pelayo de León en el año de 1073.
En su obra Fray Gerundio de Campazas, José Francisco de Isla, más conocido como el padre Isla, cita en varias ocasiones un «famoso archivo de Cotanes», pueblo del que dirá que «sólo distaba una legua larga» de la villa de Campazas. Si lo hubo, no queda rastro de tal archivo.

## Fiestas
El patrón de Cotanes es San Antonio, festividad que se celebra el día 13 de junio.